# Majenang (distriktshuvudort i Indonesien)
Majenang är en distriktshuvudort i Indonesien.   Den ligger i provinsen Jawa Tengah, i den västra delen av landet, 240 km sydost om huvudstaden Jakarta. Majenang ligger 40 meter över havet och antalet invånare är 38 897.
Terrängen runt Majenang är kuperad norrut, men söderut är den platt.Runt Majenang är det tätbefolkat, med 947 invånare per kvadratkilometer. Det finns inga andra samhällen i närheten. I omgivningarna runt Majenang växer i huvudsak städsegrön lövskog.